# Феликс д’Ольере, Луи Никола Виктор де
Луи Никола Виктор де Феликс д’Ольере, граф де Мюи, граф де Гриньян (фр. Louis Nicolas Victor de Félix d’Ollières, Comte de Muy, comte de Grignan; 23 сентября 1711, Экс-ан-Прованс — 10 октября 1775, Версаль) — французский государственный и военный деятель, маршал Франции (1775 год). Известен также как шевалье дю Мюи, или шевалье Дюмюи.

## Биография
Родился в аристократической семье. Его отцом был Жан-Батист де Феликс, синьор де ла Ренард, маркиз де Мюи, мать — Мария-Тереза д’Арман де Мисон. Старший брат, Жозеф Габриель Танкред де Феликс, унаследовал владения и семейный титул. Луи Никола Виктор же решил заняться военной карьерой.
Участвовал в войне за Польское наследство, во время которой в 1734 году служил в Рейнской армии. Здесь на него обратил внимание сын короля Людовика XV, дофин Людовик Фердинанд де Бурбон, и стал оказывать ему покровительство, перешедшее в близкую дружбу. Был одним из шести менин при особе дофина.
В 1745 году принял участие в битве при Фонтенуа.
В 1749 году ему присвоено звание генерал-лейтенанта.
В середине 1750-х годов познакомился в Дюссельдорфе с Марией-Антуанеттой фон Бланкарт и влюбился в неё. Связь эта продолжалась много лет, но лишь в 1774 году в Версале они смогли пожениться.
Во время Семилетней войны занимал пост генерал-квартирмейстера французской Резервной армии. В 1760 году — командующий французскими войсками в сражении при Варбурге против объединённой армии союзников под началом принца Фердинанда Брауншвейг-Вольфенбюттельского. Битва эта окончилась для французов неудачно. В 1762 году стал кавалером ордена святого Михаила. Тогда же ему было предложено королём Людовиком XV занять пост военного министра, однако Луи отказался.
После окончания Семилетней войны был награждён орденом Святого Духа, в то время высшим знаком отличия во Франции. Через год неожиданно, в возрасте 34 лет, скончался его покровитель, дофин, и Феликс д’Ольере, граф де Мюи, некоторое время оставался не у дел.
В 1774 году умер король Людовик XV, и наследовавший трон молодой Людовик XVI 5 июня 1774 года по представлению государственного министра графа Морепа назначил графа де Мюи военным министром. В 1775 году ему было присвоено звание маршал Франции.
Скончался вследствие неудачной операции по извлечению камней из жёлчного пузыря.

## Галерея
- бюст графа де Мюи работы Жан-Жака Каффиери в нью-йоркском Метрополитен-музее (1776)